# 무화과 모자이크 바이러스
무화과 모자이크 바이러스(Fig mosaic virus, Fig mosaic emaravirus)는 무화과나무(Ficus carica)의 무화과 모자이크 질병(fig mosaic disease, FMD)의 원인이 되는 네거티브 센스(negative-sense) 단일 가닥 RNA 바이러스이다. 에마라바이러스속, 분야바이러스목에 속하며 Aceria ficus를 통해 주로 전이된다. FMV는 다양한 정도의 증상을 일으킬 수 있으며 여기에는 잎 클로로시스 기형, 모자이크나 변색 패턴, 성숙하지 못한 과실이 포함된다.

## 역사
무화과 모자이크 질병(FMD, Fig mosaic disease)은 1933년 이라 J. 콘딧과 W.T.호른에 의해 바이러스 기원이 처음 기재되었다. 2009년 Jeewan Jyot Walia, Nida M. Salem, Bryce W. Falk에 의해 병인이 밝혀졌다.
그 뒤로 질병과 관련 바이러스는 그리스, 이탈리아, 스페인, 터키, 시리아, 튀니지, 알제리, 요르단, 뉴질랜드, 중화인민공화국, 그레이트브리튼섬, 푸에르토리코, 오스트레일리아, 미국에서 발견되고 있다.